# Konneenselkä
Konneenselkä är en del av en sjön Saimen i Finland.   Den ligger i landskapet Södra Karelen, i den södra delen av landet, 190 km nordost om huvudstaden Helsingfors. Konneenselkä ligger 68 meter över havet.